# Luis Miguel (album)
Luis Miguel è il ventiduesimo album di Luis Miguel pubblicato nel 2010.

## Tracce
1. Labios De Miel – 3:55 (testo: Alejandro Carballo, Larrañaga Flores, Héctor E. Gutiérrez, Luis Miguel, Andrés Peláez Miranda, Angel Roberto – musica: Alejandro Carballo, Larrañaga Flores, Héctor E. Gutiérrez, Luis Miguel, Andrés Peláez Miranda, Angel Roberto)
2. Mujer De Fuego – 3:31 (testo: Alejandro Carballo, Angel Roberto Larrañaga Flores, Héctor E. Gutiérrez, Luis Miguel – musica: Alejandro Carballo, Angel Roberto Larrañaga Flores, Héctor E. Gutiérrez, Luis Miguel)
3. Tres Palabras – 2:55 (testo: Osvaldo Farrés – musica: Osvaldo Farrés)
4. Ella Es Así – 2:46 (testo: Alejandro Carballo, Edgar Cortázar, Salo Loyo, Francisco Loyo, Luis Miguel – musica: Alejandro Carballo, Edgar Cortázar, Salo Loyo, Francisco Loyo, Luis Miguel)
5. No Exsiten Límites – 3:25 (testo: Alejandro Lerner, Armando Manzanero, Roberto Sorokin – musica: Alejandro Lerner, Armando Manzanero, Roberto Sorokin)
6. Siento – 3:20 (testo: Edgar Cortázar, Francisco Loyo, Luis Miguel – musica: Edgar Cortázar, Francisco Loyo, Luis Miguel)
7. Lo Que Queda De Mí – 2:44 (testo: Armando Manzanero – musica: Armando Manzanero)
8. Es Por Ti – 3:44 (testo: Alejandro Carballo, Angel Roberto Larrañaga Flores, Héctor E. Gutiérrez, Luis Miguel – musica: Alejandro Carballo, Angel Roberto Larrañaga Flores, Héctor E. Gutiérrez, Luis Miguel)
9. De Quién Es Usted – 2:41 (testo: Armando Manzanero – musica: Armando Manzanero)
10. Tal Vez Me Mientes – 2:38 (testo: Larrañaga Flores, Francisco Loyo, Luis Miguel, Angel Roberto – musica: Larrañaga Flores, Francisco Loyo, Luis Miguel, Angel Roberto)